# Puerto de Pasajeros de Tallin
El Puerto de Pasajeros de Tallin o el Puerto Viejo (en estonio: Vanasadam) es el puerto principal de pasajeros en la ciudad de Tallin, Estonia. Líneas regulares manejas rutas a Helsinki (Finlandia), Estocolmo (Suecia) y San Petersburgo (Rusia). 
Vanasadam es uno de los cinco puertos de la empresa estatal «Puerto de Tallin». Es uno de los más grandes y concurridos puertos de pasajeros en la región del Báltico y también el mayor puerto de pasajeros en Estonia. El puerto cuenta con tres terminales de pasajeros (A, B y D), la longitud total de las literas es de 4,2 kilómetros. Los buques con longitud máxima de 320 metros, 40 metros de ancho y un proyecto de 10,7 m pueden entrar en el puerto. En 2012, el puerto sirvió a 8,84 millones de pasajeros.